# كريستيان برونر
كريستيان برونر هو دراج سويسري، ولد في 2 أبريل 1953.

## وصلات خارجية
- كريستيان برونر على موقع أرشيف الدراجات (الإنجليزية)
- كريستيان برونر على موقع أوليمبيديا (الإنجليزية)